# Метод спиновых меток
Метод спиновых меток — метод исследования материалов при помощи изучения ЭПР 
введённых в них спиновых меток.

## Типы спиновых меток
- Стабильные свободные радикалы и ионы с неспаренными электронами в качестве парамагнитных центров.
- Хромофоры различных типов.
- Мессбауэровские изотопы, например {\displaystyle Fe^{57}}, дающие спектры ЯГР.
- Группировки атомов, обладающие свойствами хорошо рассеивать электроны и давать контрастные изображения на электронных микрофотограммах.

## Решаемые задачи
- Оценка взаимного расположения функциональных белковых групп и парамагнитных центров в исследуемых молекулах.
- Изучение особенностей строения и динамического состояния водно-белковых, мембранных и других структур вблизи спиновых меток.
- Выявление конформационных переходов в белках, ферментах и других исследуемых структурах.

## Преимущества
- Удобство работы с водными разбавленными растворами белков, ферментов.
- Извлечение информации о пространственных и динамических характеристиках различных участков биологических молекул.
- Изучение строения активных центров высокомолекулярных ферментов, входящих в сложные биологические структуры.
- Малые трудозатраты и доступность измерений[1].

## Недостатки
- Меньшая точность по сравнению с методом рентгеноструктурного анализа.